# Wilh. Zawitz
Wilh. Zawitz war ein 1832 in Berlin ursprünglich als Gebr. Rocca gegründeter Kunsthandel. Nach der Übernahme durch den namensgebenden Verleger Wilhelm Zawitz im Jahr 1838 wandelte sich das Unternehmen rasch zu einem bis 1876 existierenden Kunst- und Popularverlag.

## Beschreibung
Wilhelm Zawitz wandelte die Kunsthandlung zügig in einen Buch-, Kunst- und Landkartenverlag um. Der Unternehmer entwickelte sich in der Folge zu einem der produktivsten Vertreter der „so wichtigen Jahrzehnte“ der Genrebildverlage, die sich insbesondere mit lithografierten Wandbilddrucken an ein breites bürgerliches Publikum wandten.
Zahlreiche Zeichner und Lithografen, die in der Regel nicht als Angestellte arbeiteten, zählten zum Mitarbeiterstab des Unternehmens. Auf den Zawitzschen Blättern finden sich Namen von Kunstschaffenden wie beispielsweise Gustav Bartsch, Max Beeger, Carl Paalzow, Valentin Schertle oder Carl Wildt. Aufgrund der Vielzahl seiner bekannten Arbeiten scheint Wilhelm Jab der meistbeschäftigte Auftragnehmer bei Zawitz gewesen zu sein.

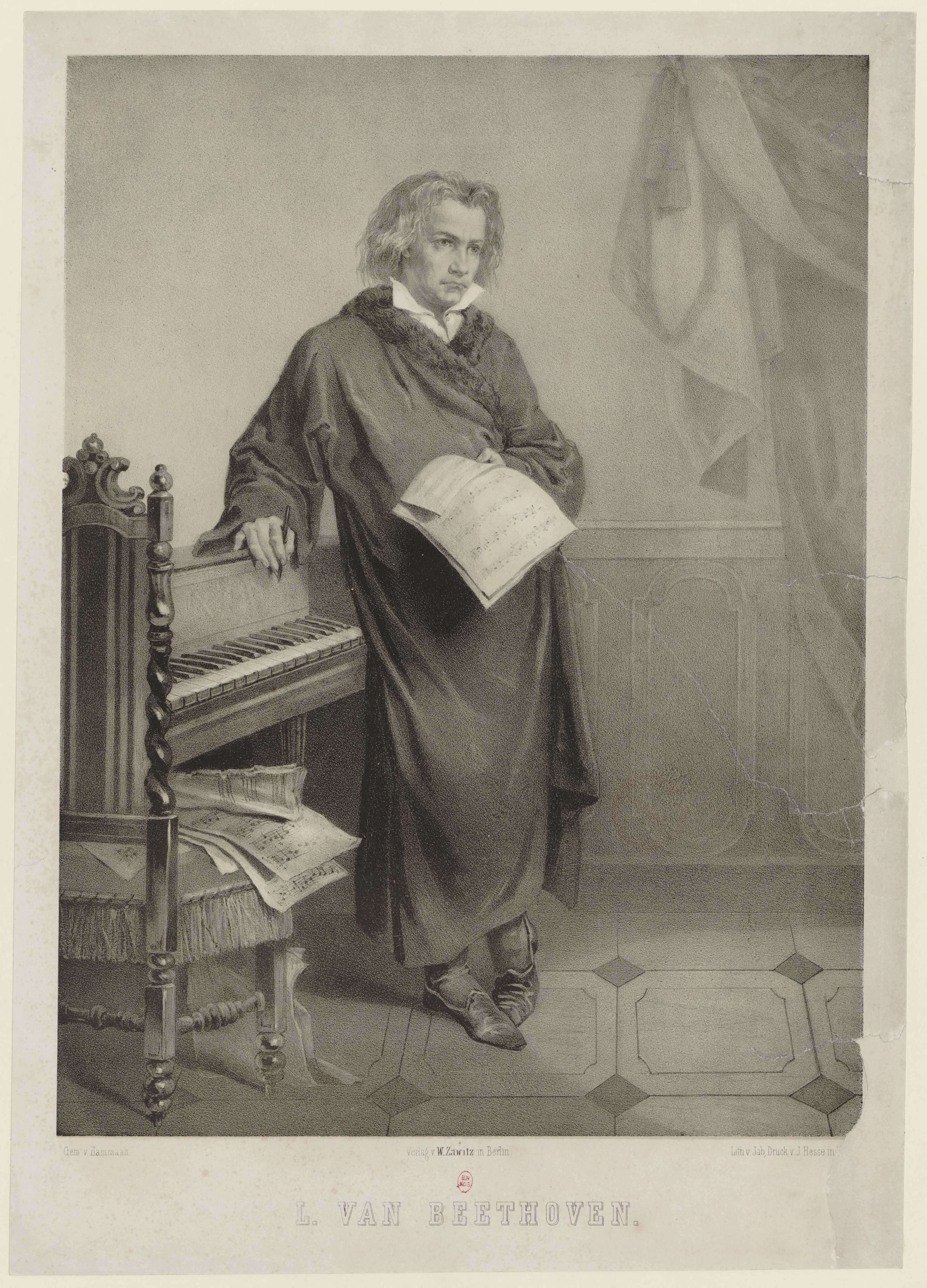
Beethoven, Litho von Jab nach Hammann; Bibliothèque nationale de France
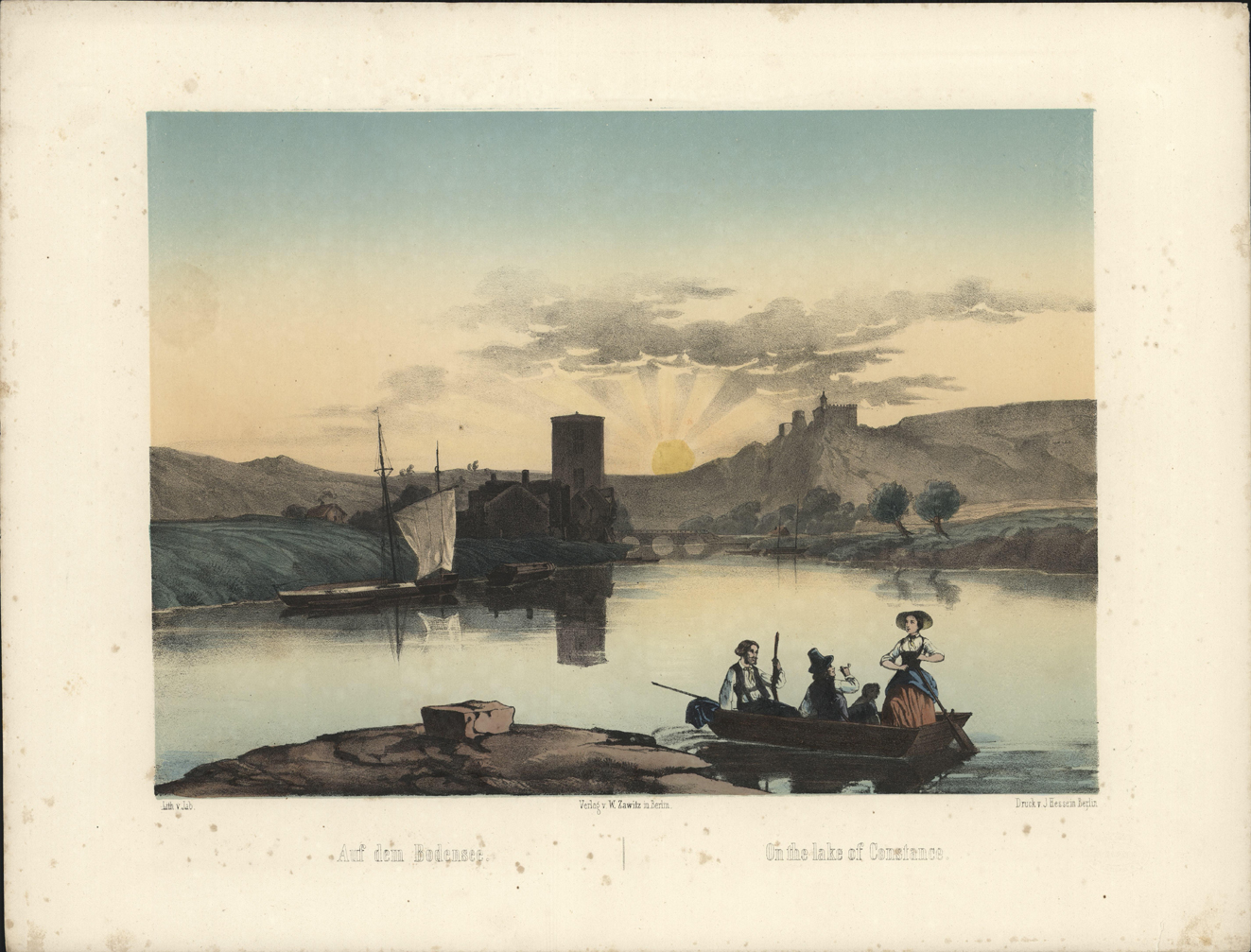
„Auf dem Bodensee“, Chromolithografie, Sammlung Willet-Holthuysen, Amsterdam Museum
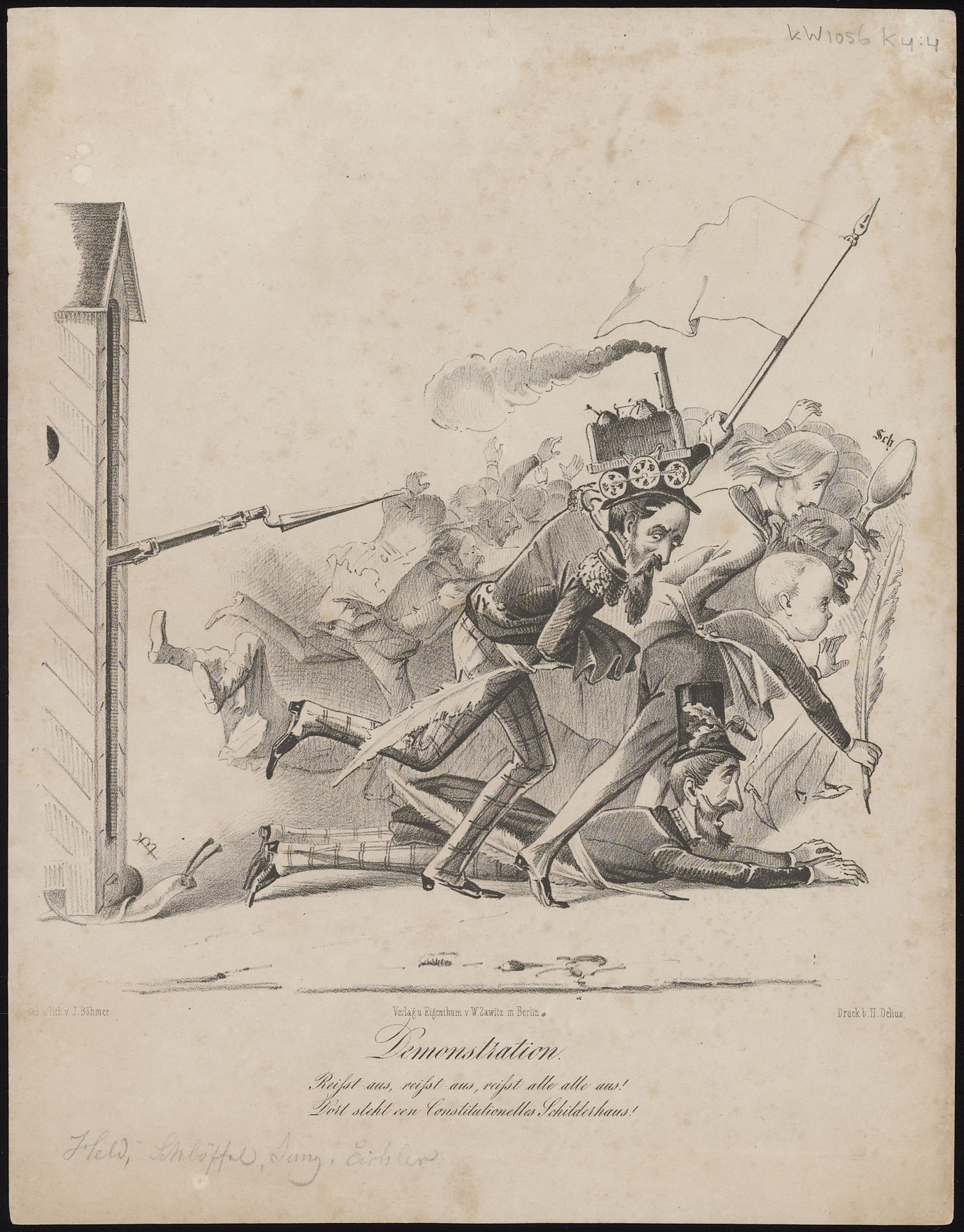
„Demonstration ...“, Königliche Bibliothek der Niederlande
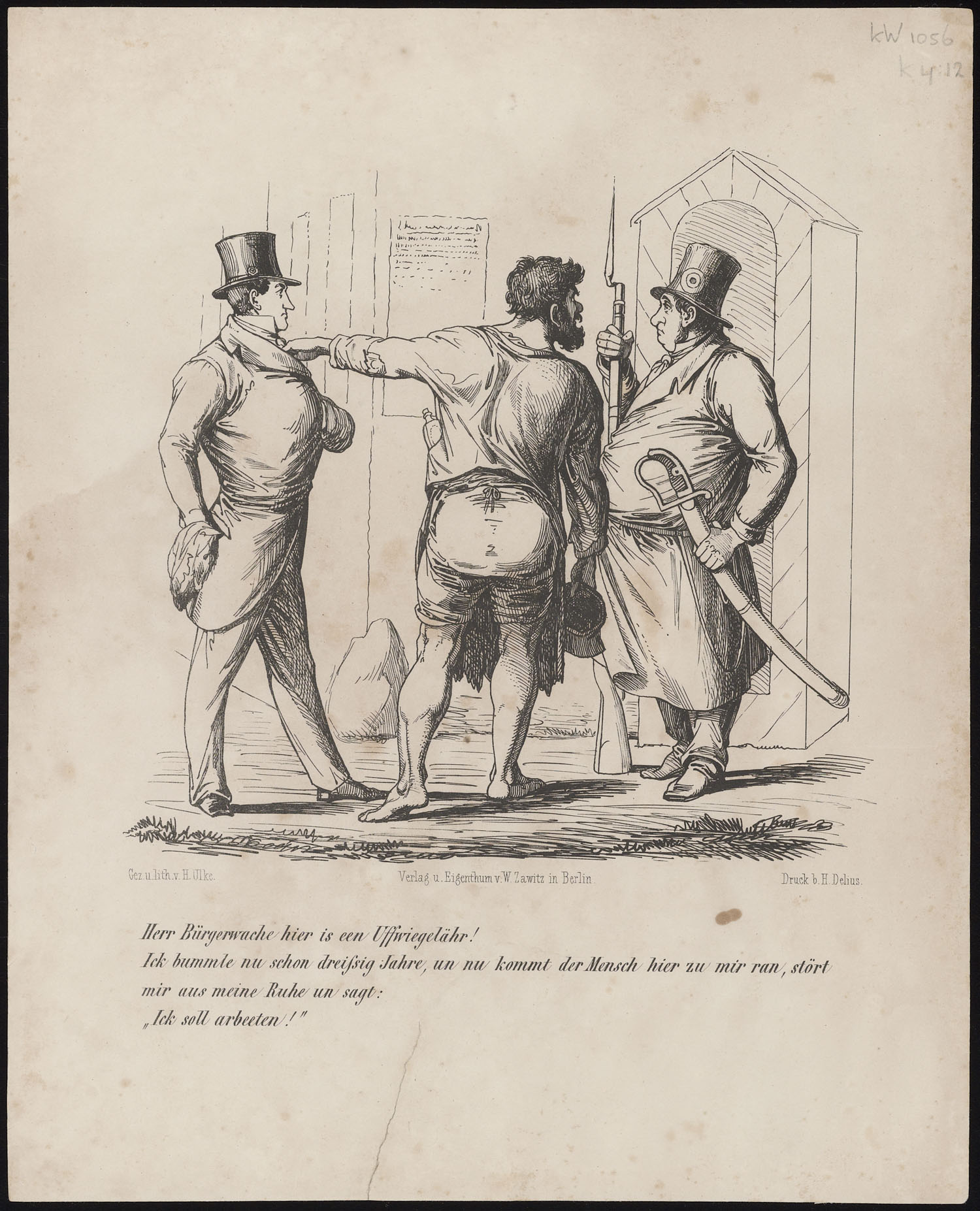
„Herr Bürgerwache ...“
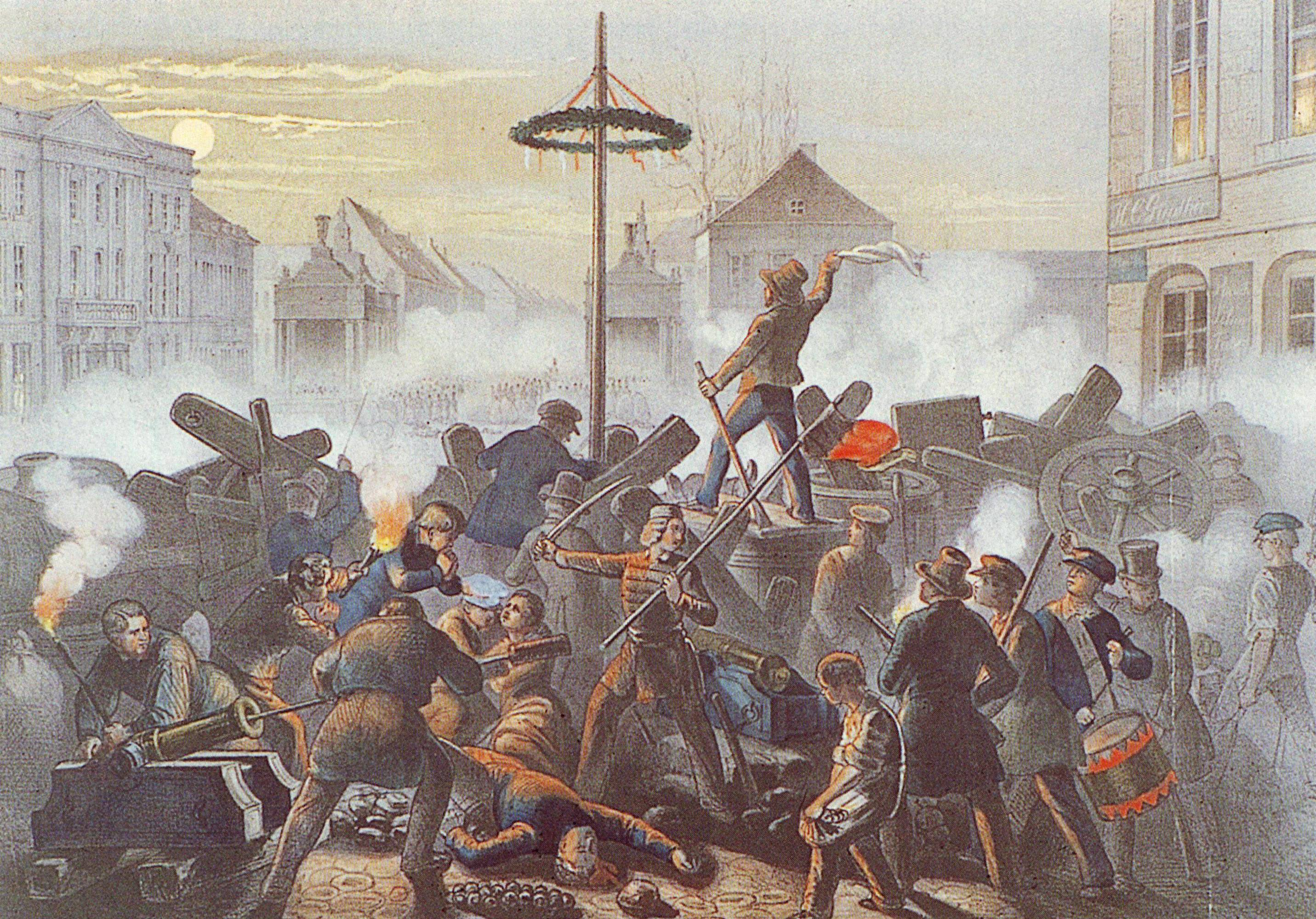
„Barrikade an der neuen Königsstraße in der Nacht vom 18.-19. März 1848“ in Berlin

1854 kaufte Zawitz den von Eduard Zschermack geführten Berliner Verlag Zschermack’sche Kunst-Verlagshandlung hinzu. Am 15. März 1874 wurde ein Teil des Zawitzschen Kunstverlags an den in Leipzig angesiedelten Julius Heinrich’s Verlag verkauft, der dann auch als W. Zawitz Nachfolger firmierte. Das Berliner Kunstverlag erlosch jedoch erst 1876.